# Софьино (Наро-Фоминский район)
Софьино — деревня в Наро-Фоминском районе Московской области, входит в состав городского поселения Селятино. Численность постоянного населения по Всероссийской переписи 2010 года — 1351 человек, в деревне числятся 1 улица, 2 гск и 2 садовых товарищества. До 2006 года Софьино входило в состав Петровского сельского округа. В деревне действуют средняя школа, детская музыкальная школа № 9, Софьинский детский сад (в его здании ранее находился детский дом).
Деревня расположена на северо-востоке района, у правого берега реки Десна, примерно в 20 километрах к северо-востоку от Наро-Фоминска, в 0,5 км от восточной окраины пгт Селятино, высота центра над уровнем моря 203 м. Ближайшие населённые пункты — на севере, через шоссе М3 Украина — Алабино, Сырьево в 1,5 км на юго-восток и Хлопово в 1,5 км на восток. У юго-западной окраины Софьино проходит автодорога А107 Московское малое кольцо.